# 공공서비스노동조합총연맹
공공서비스노동조합총연맹(Korean Confederation Public Service Labor's Union)은 대한민국 공공부문 노동조합으로 2016년 12월 6일 창립되었다. 편의상 공공서비스노총으로 부르기도 하나 규약상 약칭은 ‘공공노총’으로 명명하도록 규정되어 있다.

## 역사
공공서비스노동조합총연맹은 2016년 11월 12일 창립총회 및 출범식을 진행하여 공식적으로 12월 6일 창립되었다. 공공노총은 전국통합공무원노동조합, 전국지방공기업노동조합연맹, 경찰청공무직노동조합으로 출범하여, 이후 서울교사노동조합 출범(2016.12.08.)을 시작으로 국립중앙의료원제1노동조합(2018.03.07.)에 이르기까지 공공부문 노동조합의 가맹조합 구성이 점차 확대하고 있는 추세이다.  

## 구성
공공서비스노동조합총연맹은 연맹별 구성은 전국통합공무원노동조합, 전국지방공기업노동조합연맹, 국가공무직노동조합연맹, 교사노동조합연맹, 보관됨 2018-06-22 - 웨이백 머신 전국우체국노동조합, 공공의료연맹(추) 등으로 되어있다